# Força
Força ist ein Lied der portugiesisch-kanadischen Pop-Sängerin Nelly Furtado und die dritte Singleauskopplung aus ihrem zweiten Studioalbum Folklore.
Zudem war es der offizielle Song der Fußball-Europameisterschaft 2004 in Portugal.

## Entstehung
Furtado schrieb das Lied zusammen mit Gerald Eaton und Brian West; produziert wurde es von Track & Field.

## Inhalt
Übersetzt heißt Força Kraft oder Stärke. Die Strophen des Liedes sind auf Englisch, der Refrain ist in Portugiesisch gehalten. Furtado sagte über den Song:
"When I was touring in Portugal, people would frequently say goodbye to me by saying ‘Força’, which is Portuguese slang. It translates as ‘Keep going’, or ‘Kick Ass’. It’s also associated with sports, especially football. I put a feminine twist on the idea of how you feel when you're watching your favorite team. When you tie that into nationality, it becomes pretty intense. So this is a happy song, a burst of energy. Plus, we have Béla Fleck playing on the song. His contribution here is amazing."
übersetzt:
„Als ich auf Tour in Portugal war, sagten die Leute mir häufig ‚Força‘ zur Verabschiedung, was portugiesischer Slang ist. Übersetzt bedeutet das  ‚Mach weiter so‘, oder ‚Super‘. Zudem wird es mit Sport verbunden, besonders mit Fußball. Ich setzte der Idee, wie du fühlst, wenn du deiner Lieblingsmannschaft zuguckst, einen femininen Drall auf. Deshalb ist es ein fröhlicher Song, ein Ausdruck von Energie. Außerdem spielt Béla Fleck bei dem Lied mit. Sein Beitrag ist fantastisch.“

## Auftritt in Lissabon
Im Rahmenprogramm des am 4. Juli 2004 ausgetragenen Endspiels der Fußball-Europameisterschaft – bei dem sich Portugal und Griechenland gegenüberstanden – sang Furtado das Lied live vor Millionen von Zuschauern im Lissabonner Estádio da Luz.

## Musikvideo
Das Musikvideo wurde in Toronto gedreht. Es wird gezeigt, wie ein kleiner Junge seinen Fußball auf eine Anhöhe schießt und dieser dort liegen bleibt. Mit der Zeit kommen immer mehr Menschen, um dem Jungen zu helfen. Es soll gezeigt werden, dass durch gemeinsame Kraft und Stärke (Força) viel erreicht werden kann.